# アンソニー・ケネディ
アンソニー・マクリオド・ケネディー (英:Anthony McLeod Kennedy、1936年7月23日 - ) は、アメリカ合衆国の裁判官、アメリカ合衆国連邦最高裁判所陪席判事を務めた。

## 概略
ロナルド・レーガンアメリカ合衆国大統領により1988年、アメリカ合衆国連邦最高裁判所判事に指名された。サンドラ・デイ・オコナー判事の引退以来、保守派の判事とリベラル派の判事が4対4で拮抗する連邦最高裁において、中道のスタンスを取るケネディの判断がキャスティングボートを握る場合が多かった。

## 経歴
ケネディはカリフォルニア州サクラメントにあるアイルランド系のカトリックの家庭に生まれ育った。 彼はカリフォルニア州議会での影響力に定評のあるアンソニー・J・ケネディと、多くの地元市民活動に参加し弁護士であるグラディス（旧姓マクラウド）の息子であった。ケネディは、カリフォルニア州知事、後に米国最高裁判所長官アール・ウォーレンのような著名政治家と接触があった。
ケネディは1954年から1958年の間にスタンフォード大学に在籍・卒業し、政治学の学士号を得た。 後にロンドン・スクール・オブ・エコノミクスに留学 彼は1961年にハーバード大学のロースクールで法学の学位を得た。
ケネディは1961年から1963年にサンフランシスコで開業していた。1963年に彼の父が死亡し、 彼は1975年まで父親のサクラメントでの営業を引き継いだ。 1965年から1988年に、彼はパシフィック大学で憲法の教授となった。彼は、ヨーロッパでの夏のセッション中にセミナーで法学部の学生を教えるためにオーストリアのザルツブルクに滞在した。
ケネディはカリフォルニア州で法学教授や弁護士などを務めている頃、カリフォルニア州知事だったロナルド・レーガンの州税案の起草を助けた。
ケネディはそのキャリアにおいて、多くの仕事を務めている。1961年にカリフォルニア州陸軍州兵の経験、1987年から1988年に連邦司法センターの委員の経験などがある。彼はまた、アメリカの司法会議の2つの委員会（財務情報開示の諮問委員会と司法活動諮問委員会）の委員を1979年から1987年の間務めた。また太平洋領土に関する委員会の委員を1979年から1990年まで務め、1982年から1990年までの間は委員長であった。
その後、レーガン知事の推薦に応じて1975年3月3日、フォード大統領がチャールズ・マートンメリル判事の辞職により空席になった、連邦第九巡回控訴裁判所の判事にケネディを指名した。 ケネディの判事就任は全会一致で1975年3月20日に連邦上院によって承認され、1975年3月24日に辞令を受け取った。
ケネディはメアリー・デイビスと結婚し、3人の子供がいる。

## 連邦最高裁判事

大統領執務室でのケネディとレーガン大統領の会談。 1987年11月11日

連邦最高裁判事ルイス・F・パウエルの辞職に伴い、レーガンはまずロバート・ボークを後継に指名したが上院の承認を得られず、替わって1987年11月30日にケネディが指名された。その後、ケネディはかつてないほどの徹底的な身辺調査を受けることとなった。
上院では与野党から幅広い支持を得た。 PBSのモーリーン・ホックは、「保守派とリベラル派の双方から、ケネディは事実確認プロセスを通じて広くバランスのとれた公正さを持つ人物と見做された」と書いている。1988年2月3日、上院は97対0でケネディの連邦最高裁判事への就任を承認。2月11日に連邦最高裁判事に就任した。
2000年代の最高裁判事は、保守派とリベラル派の数が拮抗しており、意見が割れる事案では中間派のケネディの判断が最終決定に直結した。人工妊娠中絶の是非やアファーマティブ・アクションをめぐる判断、LGBTの権利（後述）をめぐる裁判では、リベラル側の判断を支持した。
2018年6月27日、ケネディは同年7月末に最高裁判事を引退することを表明した。

### 同性婚に関する判決
米連邦最高裁判所は2015年6月26日、同性婚を合憲とし、州法で禁じることを違憲とする判決を下した。これにより、州によって判断が分かれていた同性婚が全米で認められることとなった。判事9人のうち5人が同性婚を合憲と判断し、4人の判事は反対した。ケネディは判決文で以下のように述べている。

## 人となり
ケネディは、連邦最高裁判事となる前、下級裁判所における反対意見として、子供から母親が麻薬を隠した場所を聞き出すのに賄賂を使うという警察の手法を批判していた。ケネディはそのような家庭を破壊する行為を考慮し、「個人の自由に対する無関心は、やがて個人の自由に対する敵意へとつながる」と書いている。